# Palaeosynthemis primigenia
Palaeosynthemis primigenia – gatunek ważki z rodziny Synthemistidae.